# Peter Kofod
Peter Kofod (ur. 27 lutego 1990 w Snogebæk na Bornholmie) – duński polityk i samorządowiec, poseł do Folketingetu, deputowany do Parlamentu Europejskiego IX kadencji.

## Życiorys
Syn robotnika i pielęgniarki. W 2009 ukończył Bornholms Gymnasium, później odbył szkolenie wojskowe. W latach 2011–2015 odbywał studia nauczycielskie na University College Syddanmark w Haderslev. Zaangażował się w działalność polityczną w ramach Duńskiej Partii Ludowej. W 2015 przewodniczył jej organizacji młodzieżowej Dansk Folkepartis Ungdom. W 2014 został radnym miejskim w Haderslev oraz radnym regionu administracyjnego Dania Południowa.
W 2015 uzyskał mandat posła do Folketingetu. W 2019 został natomiast wybrany na posła do Parlamentu Europejskiego IX kadencji. W wyniku wyborów w 2022 powrócił do duńskiego parlamentu.